# Classique du centenaire de la LNH
La Classique du centenaire de la Ligue nationale de hockey, en anglais : NHL Centennial Classic, est une partie de hockey sur glace disputée à l’extérieur à Toronto. Elle oppose le 1er janvier 2017 les Maple Leafs de Toronto aux Red Wings de Détroit, mettant aux prises deux des six équipes originales de la LNH pour célébrer les cent ans d'activité de la ligue.

## Effectifs
| No | Joueur             | Position       |
| -- | ------------------ | -------------- |
| 2  | Brendan Smith      | Défenseur      |
| 3  | Nick Jensen        | Défenseur      |
| 14 | Gustav Nyquist     | Ailier droit   |
| 15 | Riley Sheahan      | Centre         |
| 20 | Drew Miller        | Ailier gauche  |
| 21 | Tomáš Tatar        | Ailier gauche  |
| 29 | Steve Ott          | Centre         |
| 31 | Jared Coreau       | Gardien de but |
| 34 | Petr Mrázek        | Gardien de but |
| 39 | Anthony Mantha     | Ailier droit   |
| 40 | Henrik Zetterberg  | Centre         |
| 41 | Luke Glendening    | Centre         |
| 51 | Frans Nielsen      | Centre         |
| 52 | Jonathan Ericsson  | Défenseur      |
| 55 | Niklas Kronwall    | Défenseur      |
| 61 | Xavier Ouellet     | Défenseur      |
| 62 | Thomas Vanek       | Ailier gauche  |
| 65 | Danny DeKeyser     | Défenseur      |
| 71 | Dylan Larkin       | Centre         |
| 72 | Andreas Athanasiou | Centre         |

| No | Joueur              | Position       |
| -- | ------------------- | -------------- |
| 2  | Matthew Hunwick     | Défenseur      |
| 8  | Connor Carrick      | Défenseur      |
| 11 | Zach Hyman          | Centre         |
| 12 | Connor Brown        | Ailier droit   |
| 15 | Matt Martin         | Ailier gauche  |
| 16 | Mitchell Marner     | Centre         |
| 22 | Nikita Zaïtsev      | Défenseur      |
| 25 | James Van Riemsdyk  | Ailier gauche  |
| 26 | Nikita Sochnikov    | Ailier droit   |
| 29 | William Nylander    | Centre         |
| 30 | Antoine Bibeau (en) | Gardien de but |
| 31 | Frederik Andersen   | Gardien de but |
| 33 | Frédérik Gauthier   | Centre         |
| 34 | Auston Matthews     | Centre         |
| 42 | Tyler Bozak         | Centre         |
| 43 | Nazem Kadri         | Centre         |
| 44 | Morgan Rielly       | Défenseur      |
| 46 | Roman Polák         | Défenseur      |
| 47 | Leonid Komarov      | Centre         |
| 51 | Jake Gardiner       | Défenseur      |

## Feuille de match
| 1er janvier 2017 | Toronto | 5-4 (pr) (0-0, 0-1, 4-3, 1-0) | Détroit | BMO Field, Toronto 40 148 spectateurs |

| Feuille de match  | Feuille de match | Feuille de match                    | Feuille de match | Feuille de match |
| ----------------- | --- | ----------------------------------- | --- | ---------------- |
|                   | L. Komarov (J. Gardiner, W. Nylander) — 41 min 23 s M. Marner (M. Rielly, J. Van Riemsdyk) — 48 min 23 s C. Brown (Z. Hyman, C. Carrick) — 49 min 34 s A. Matthews (C. Brown, Z. Hyman) — 52 min 5 s A. Matthews (J. Gardiner, C. Brown) — 63 min 40 s | 0-1 1-1 2-1 3-1 4-1 4-2 4-3 4-4 5-4 | A. Mantha (H. Zetterberg, T. Tatar) — 25 min 33 s J. Ericsson (A. Manta, X. Ouellet) — 53 min 54 s D. Larkin (H. Zetterberg, T. Tatar) — 58 min 14 s A. Manta (H. Zetterberg, T. Vanek) — 59 min 58 s |                  |
| Frederik Andersen | Gardiens | Jared Coreau                        | |                  |
| 11 min            | Pénalités | 9 min                               | |                  |
| 28                | Tirs | 37                                  | |                  |

## Match des anciens
Avant le match de la LNH, un match entre anciens joueurs des Maple Leafs et des Red Wings est organisé avec les joueurs suivants :
| 31 décembre 2016 | Toronto | 3-4 | Détroit | BMO Field, Toronto |

| Feuille de match | Feuille de match | Feuille de match | Feuille de match | Feuille de match |
| ---------------- | ---------------- | ---------------- | ---------------- | ---------------- |
|                  |                  |                  |                  |                  |
|                  |                  |                  |                  |                  |
|                  |                  |                  |                  |                  |
|                  |                  |                  |                  |                  |